# O&K MC14N
Die Typenreihe O&K MC14N ist eine Reihe dreiachsiger Diesellokomotiven mit Gelenkwellenantrieb für den Rangierdienst. Von 1963 bis 1971 wurden von Orenstein & Koppel (O&K) 17 Lokomotiven gebaut. Die Mehrzahl der Lokomotiven sind zum Stand 2019 im Einsatz.

## Entwicklung
Als nach dem Zweiten Weltkrieg bei O&K Dortmund wieder Lokomotiven produziert wurden, entstanden mehrere Typenreihen. Bei der O&K MC14N der dritten Nachkriegs-Generation wurde zum ersten Mal die Kraftübertragung mit Gelenkwellen angewendet. In der Bezeichnung O&K MC14N  ist die Art der Lokomotive, die Achsfolge, die Leistung mit 1/20 in PS und die Verwendung für die Spurweite enthalten. Mit der  O&K MC14N wurde zum ersten Mal eine dreiachsige Lokomotive im Typenprogramm angeboten.
Die 17 gefertigten Lokomotiven wurden an Industriebetriebe in Deutschland verkauft, darunter eine an die Hafenbahn Osnabrück. Eine Lokomotive gelangte in die Niederlande.

## Technik
Die Vorbautenlokomotive besitzt einen etwas außermittig gelagerten Führerstand. Im längeren Vorbau ist der Dieselmotor, im kürzeren Vorbau das Strömungsgetriebe gelagert. Die Kraftübertragung vom Motor zum Getriebe wurde unter dem Führerhaus-Fußboden durch eine Gelenkwelle ausgeführt.
Die Lokomotiven haben spezielle Achslagerungen über einen Hilfsrahmen. Dazu besitzen sie einen Außenrahmen, der ohne Achslagerausschnitte gestaltet ist.  Der Abgang vom Strömungsgetriebe ist außerhalb der Achsgruppe, die Kraftübertragung wird über die Achsgetriebe mit Durchtrieben über Gelenkwellen realisiert.

## Einsatz
Mehr als die Hälfte der Lokomotiven sind zum Stand 2019 noch im Einsatz.

### VLO 1
Die Lokomotive wurde ursprünglich an die Hafenbahn Osnabrück geliefert und dort für den Rangierdienst verwendet. 1995 wurde die Lokomotive bei einem schweren Zusammenstoß mit einem Lastkraftwagen beschädigt. Nach einer gründlichen Aufarbeitung wurde sie von der Verkehrsgesellschaft Landkreis Osnabrück als VLO 1 wieder in Betrieb genommen. Die Lokomotive hatte einen weißen Anstrich und trug den Spitznamen Waschmaschine. Mit ihrer geringen Geschwindigkeit wurde sie vorrangig für den Rangierdienst verwendet. 2007 wurde die Lokomotive nach einem schweren Getriebeschaden abgestellt. Nach der Wiederaufarbeitung gelangte sie in die Slowakei.